# Коптевская сельская община
Коптевская сельская  общи́на (укр. Кіптівська сільська громада) — территориальная община в Черниговском районе Черниговской области Украины. Административный центр — село Копти.
Население — 5578 человек. Площадь — 537,6 км².
Количество учреждений, оказывающих первичную медицинскую помощь — 2.    

## История
Коптевская сельская община была создана 3 сентября 2015 года путём объединения Волчковского, Коптевского, Новошляховского, Олбинского, Подлесненского, Прогрессовского сельсоветов Козелецкого района.   
12 июня 2020 года была присоединены территории Красиловского, Надиновского, Крещатенского, Чемерского сельсоветов Козелецкого района.
17 июля 2020 года община вошла в состав нового Черниговского района. Козелецкий район был ликвидирован.

## География
Община занимает левый берег Десны и включает северо-восточную часть упразднённого Козелецкого района (1923-2020). Община граничит с Деснянской, Гончаровской, Олишевской, Козелецкой и Остёрской общинами Черниговского района, Мринской и Носовской общинами Нежинского района. 
Реки: Десна, Махнея, Малофа.

## Населённые пункты
- Копти
- Барсуков
- Волчок
- Гаевое
- Гальчин
- Дымерка
- Копачов
- Крещатое
- Красиловка
- Надиновка
- Новый Шлях
- Олбин
- Подлесное
- Розовка
- Савинка
- Самойловка
- Чемер
- Шпаков
- посёлок Прогресс